# ФК Рогашка
НК Стеклар је фудбалски клуб из Словеније, тачније из Рогашке Слатине. Играо је једанпут у 1. СНЛ или у њеној другој сезони од оснивања и одмах је испао. Клуб је сада у 4. лиги и то у Штајерској групи.